# Булянда, Александр Алексеевич
Александр Алексеевич Булянда (род. 3 июня 1937, посёлок Новгородское, Дзержинский район, Донецкая область — организатор металлургического производства.
В 1955—1960 гг. учёба в Донецком политехническом институте.
С 1960 по 1975 годы работал на Донецком металлургическом заводе в листопрокатном цехе помощником мастера, мастером стана, начальником участка печей и склада слитков, начальником цеха.
В 1975 г. перешёл на партийную работу, избран секретарём партийного комитета Донецкого металлургического завода, с 1978 года перешёл на работу в Донецкий обком Компартии Украины заведующим отделом тяжёлой промышленности.
С 1981 по 1984 года — главный инженер «Азовстали».
С декабря 1984 по октябрь 1985 года — 1-й секретарь Мариупольского горкома КП Украины.
С 1985 года — директор «Азовстали», а с 1988 г. — генеральный директор.
С 1985 по 1994 годы — депутат Верховного Совета Украины.
В 1993 году избран председателем совета арендаторов, а в октябре 1996 года назначен председателем правления ОАО «МК „Азовсталь“». Ушёл на пенсию в ноябре 1998 года.
Скончался 11 мая 2006 года.

## Награды
В 1976 и 1980 годах — награждён орденами «Знак Почёта», в 1998 году — орденом Трудового Красного Знамени.
В 1987 году присвоено звание Лауреата государственной премии СССР за научную разработку в области металлургии, а в 1993 — звание «Заслуженный металлург Украины».
Почётный гражданин Мариуполя.